# Eugène Py

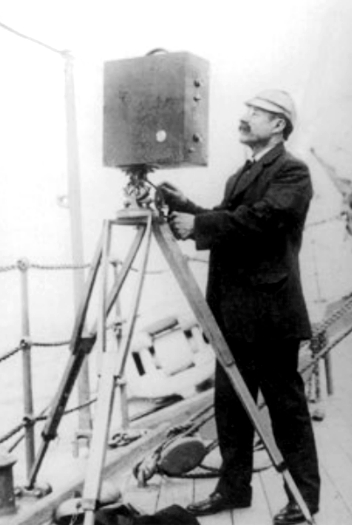
Eugène Py

Eugène Py (* 19. Mai 1859 in Carcassonne; † 26. August 1924 in San Martín (Buenos Aires)) war ein französisch-argentinischer Fotograf, Regisseur, Kameramann und Pionier des argentinischen Films.

## Leben
Py wurde 1859 im südfranzösischen Carcassonne im Département Aude geboren. Ende der 1880er Jahre wanderte Py nach Argentinien aus.
Zunächst arbeitete er in der Casa Lepage, einem Geschäft für Fotografiebedarf des Belgiers Henri Lepage und dem aus Czernowitz stammenden Max Glücksmann. Die drei sahen am 18. Juli 1896 im Teatro Odeón in Buenos Aires eine der ersten Vorführungen des Lumière Cinématographe rund ein Jahr nach dessen Debüt in Paris. Daraufhin importierte Lepage die ersten französischen cinematographischen Apparate nach Argentinien. 1897 drehte Py gemeinsam mit dem deutschstämmigen Kameramann Federico Figner den dreiminütigen Film La bandera argentina (Die argentinische Flagge), der vermutlich aufgrund seines Titels und seiner damit verbundenen nationalen Symbolik lange Zeit offiziell als erster argentinischer Film angesehen wurde.
In den Folgejahren drehte Py weitere Filme für Lepage und Glücksmann, die sich als Filmproduzenten und Verleiher etabliert hatten und mehrere Kinos in Argentinien, Uruguay und Chile betrieben.
Zu seinen bekanntesten Werken zählen Visita del Dr Campos Salles a Buenos Aires (1900), einer der ersten argentinischen Dokumentarfilme, sowie La Revista de la Escuadra Argentina und Visita del general Mitre al Museo Histórico (1901). Eine seiner meistbeachteten Arbeiten war die Aufnahme eines chirurgischen Eingriffs im Jahre 1900. Mit einer Pathé-Kamera filmte er bei Tageslicht die Operation mit zwei verschiedenen Einstellungen aus der Totalen und im Detail. Die meisten seiner Werke gelten als verloren oder verschollen.
Eugène Py starb 1924 in San Martín (Buenos Aires).

## Filmografie (Auswahl)
- 1897: La bandera argentina
- 1900: Viaje del Doctor Campos Salles a Buenos Aires
- 1900: Tango argentino
- 1901: La revista de la Escuadra Argentina en mayo de * 1901
- 1901: El carlotero
- 1901: Bohemia criolla
- 1903: Pica, pica compadrito
- 1904: Los políticos
- 1904: Abajo la careta
- 1905: Ensalada criolla
- 1906: El soldado de la independencia
- 1906: El pechador
- 1906: Gabino, el Mayora
- 1907: Los tocayos
- 1907: Mister Wiskey
- 1907: Dejá é jugar, ché, ché
- 1908: Los carreros
- 1909: Cochero de tranvía
- 1909: La beata
- 1910: La trilla
- 1910: Justicia criolla
- 1911: Los escruchantes